# Nanogomphodon
Nanogomphodon — вимерлий рід цинодонтів, який існував у Німеччині в середньому тріасовому періоді.
Наногомфодонти були дрібними травоїдними траверсодонтидними гомфодонтами. Типовим видом є Nanogomphodon wildi. Вони відомі лише з кількох ізольованих зубів, знайдених у 2006 році в Ерфуртській формації Баден-Вюртемберг, Німеччина.
Етимологія: дав.-гр. νάνος — «карлик», γόμφος — «кілок», або «кіготь», ὀδούς — «зуб».